# Minā
Minā (eller "teltbyen") er en forstad til Mekka i Saudiarabien. Minā ligger i en dal på vejen mellem Mekka og Arafatbjerget fem kilometer øst for byens centrum. Teltbyen dækker omkring 20 km².

## Rolle
Minā er bedst kendt fra den årlige Hajj-pilgrimsfærd. Mere end 100.000 luftkonditionerede telte står klar til pilgrimmene. I Minā-dalen finder man Jamarat-broen, hvor pilgrimmene kaster sten mod tre mure (før 2004 tre søjler), der symboliserer Djævelen.

## Galleri
- Stenkastende pilgrimme genkalder historien om Ibrahim, der fristes af Djævelen
- Spejdere i Minā
- Den nye Jamarat-bro